# Avidyā
Con il sostantivo femminile sanscrito avidyā (sanscrito, devanāgarī: अविद्या; pāli: Avijjā; cinese: 無明 wúmíng o 痴 chī; cor.: mumyeong; giapp.: mumyō; tibetano: ma.rig.pa, marikpa; Vietnamita: vô minh) si indica in quella lingua l'"ignoranza".
Nell'ambito del Buddismo l'"ignoranza" è uno dei Tre Veleni e il primo dei dodici anelli della Pratītyasamutpāda.
 È la causa principale della permanenza degli enti nel Saṃsāra e del dispiegarsi della Duḥkha, la sofferenza, la prima delle Quattro nobili verità.
L'ignoranza implica un continuo processo di auto-inganno sui princìpi di realtà dei fenomeni: il non rendersi conto che la cupidigia e l'odio, gli altri due veleni, sono fonte di dolore comporta l'accettazione dell'inganno come "normalità".

L'ignoranza ha sei aspetti, dispiegandosi in tutti e sei gli organi di senso, come descritti nel Ṣaḍāyatana, il quinto anello della Pratītyasamutpāda.
Per sradicare l'ignoranza occorre sviluppare la  "saggezza" (Prajñā). Questa si consegue praticando la presenza mentale  (Smṛti), lo sforzo paziente (Kṣānti) e la meditazione (Dhyāna), ciascuna delle quali si esercita nel percorre il Nobile Ottuplice Sentiero e sviluppando le Pāramitā.

## Aspetti comuni in altre religioni
Se da un punto di vista soggettivo l’avidyā si può considerare la vera realtà delle cose, da un punto di vista oggettivo corrisponde esattamente al māyā, ossia il potere di condizionamento del sé insito nel Brahaman stesso.
I "nomi e le forme" sovrimposti dall'avidyā corrispondono anche al concetto islamico di quiddità (māhiyyah), altro non sono se non le forme esteriori di "nomi e attributi" divini.